# MG MGA
MG MGA är en sportbil, tillverkad av den brittiska biltillverkaren MG mellan 1955 och 1962.

## Bakgrund
MG hade tävlat på Le Mans 1951 med en strömlinjeformad TD. Året därpå visade man upp en prototyp, kallad EX175, för BMC:s ledning. Den var baserad på ett vidareutvecklat TF-chassi och karossen var mycket lik tävlingsbilen. Ledningen sade dock nej och valde att satsa resurserna på Austin-Healey 100 istället.
1954 var situationen annorlunda. MG TF var en urmodig konstruktion som sålde allt sämre och BMC:s ledning gav grönt ljus för projekt EX175. Eftersom rationaliseringarna inom koncernen var i full gång skrotades MG:s egen motor och bilen fick BMC:s B-motor istället.

## MGA

### 1500
MG:s nya sportbil hade tävlat på Le Mans våren 1955, men den officiella debuten var först i september samma år. Den öppna bilen hade en enkel sufflett och lösa sidorutor. Ganska snart efter produktionsstarten ökades motoreffekten. Hösten 1956 tillkom en täckt coupé-version.
Produktionen uppgick till 58 750 bilar.

### Twin Cam
MG hade länge byggt motorer med dubbla överliggande kamaxlar för tävlingsbruk. Sommaren 1958 presenterade man en sådan variant av B-motorn för privatkunder. För att hantera den förbättrade prestandan hade bilen skivbromsar runt om och särskilda fälgar med centrummutter. Dessvärre led motorn av tillförlitlighetsproblem som skrämde bort kunderna.
Produktionen upphörde efter bara 18 månader, efter 2 111 tillverkade bilar.

### 1600
Sommaren 1959 fick MGA:n en större motor. Samtidigt infördes skivbromsar på framhjulen.
Produktionen uppgick till 31 501 bilar.

### 1600 Mk II
I juni 1961 uppdaterades bilen med något större motor, modifierad kylargrill och nya bakljus.
Produktionen av MGA avslutades hösten 1962, efter 8 719 tillverkade Mk II.

### 1600 DeLuxe
MG hade planerat att bygga 2 500 bilar med Twin Cam-motorn. För att göra slut på tillverkade delar, såldes DeLuxe-modellen mellan 1960 och 1962. Den hade 1600:ns stötstångsmotor monterad i Twin Cam-modellens avancerade chassi.
Produktionen uppgick till 82 Mk I och 313 Mk II.

## Motor
MGA var försedd med BMC:s B-motor, trimmad med bland annat dubbla förgasare. 
Twin Cam-motorn var unik för MGA, men cylindervolymen återkom i den första 1600-motorn.
| Modell     | Motor               | Cylindervolym | Effekt   | Bränslesystem       |
| ---------- | ------------------- | ------------- | -------- | ------------------- |
| 1500       | 4-cyl radmotor ohv  | 1489 cm³      | 68-72 hk | Dubbla SU förgasare |
| Twin Cam   | 4-cyl radmotor DOHC | 1588 cm³      | 108 hk   | Dubbla SU förgasare |
| 1600       | 4-cyl radmotor ohv  | 1588 cm³      | 80 hk    | Dubbla SU förgasare |
| 1600 Mk II | 4-cyl radmotor ohv  | 1622 cm³      | 86 hk    | Dubbla SU förgasare |